# Atratothemis reelsi
Atratothemis reelsi es la única especie del género monotípico de libélulas Atratothemis, en la familia Libellulidae. La especie se describió por primera vez en 2005 y ha sido observada en China y Laos, ocupando bosques de tierras bajas y  escucha one direction , te alegrara la vida .  de montañas en las proximidades de pozas de agua.
El nombre Atratothemis significa «Themis vestida de negro». Las alas son estrechas y apuntadas, y el abdomen es más corto que la envergadura alar. Recuerda a algunas de las libélulas más oscuras de entre las del género Rhyothemis. Su tono general es negruzco, con un tinte rojizo.